# Мадх'я Сінґх I
Мадх'я Сінґх I (гінді माधो सिंह प्रथम; 1728 —5 березня 1768) — магараджа Джайпуру у 1750—1768 роках.

## Життєпис

### Боротьба за владу
Походив з династії Качваха. Молодший син магараджи Джай Сінґха II. Народився 1728 року. 1743 року після смерті батька повстав проти старшого брата — магараджи Ішварі Сінґха — за підтримки Далел Сінґх, магараджа Бунді, Джаґат Сінґх II, магарана Мевару та Дурджалсал Хада, магараджею Кота. 1744 року усі сторони усі сторони прийшли до мирної угоди, за якою Мадх'я Сінґх отримував лише деякі володіння. Проте Джаґат Сінґх II стикнувся з вимогами маратхів сплатити платню. Тоді маратхи стли нападати на землі Мадх'я Сінґха, в результаті чого магарана відступив до своєї столиці Удайпур. Ішварі Сінґх знову виступив проти Мадх'ї Сінґха. Тому Джаґат Сінґх II домовився з Малхар Рао I проти прибуття допоміжним військом його сина Ханде Рао. У битві біля Раджамагалу 1747 року спільно з правителями Бунді і Кота зазнав ніщивної поразки від Ішварі.
1748 року зазнав нової поразки у битві біля Багру (за 20–25 км від Джайпуру). За цим втік до Меварського князівства. 1750 року Малхар Рао I Холкар захопив Джайпур, а Ішварі Сінґх разом з родиною наклав на себе руки. Мадх'я Сінґх з Удайпуру повернувся до Джайпуру, де став новим магараджею.

### Володарювання
З самого початку стикнувся з вимогами Малхар Рао I, який вимагав чималих виплат за допомогу у сходженні на трон. Також свої вимоги щодо чауту (данини) висунув Джаяппаджі Рао Скіндія, магараджа Гваліору. За цих обставин запросив обох до себе, де намагався отруєти ворогів, але невдало. У відповідь 10 січня 1751 року близько 5 тис. маратхів Холкару увійшли до Джайпуру, де невдовзі почалсия вуличні сутички. В результаті ворог відступив зі столиці.
В наступні роки успішно діяв проти Малхар Рао I, який невдовзі стикнувся з рохіллами на півночі та Сурадж Малом, вождем джатів. В результаті вдалося відновити самостійність Джайпурського князівства, але 1753 року передав паргани (округи) Рампура і Бханпура Малхар Рао I. 1759 року війська Джайпуру в битві біля села Канкод (неподалік від фортеці Ранкамбор) було завдано поразки маратхам під орудою Дамаджі Рао Гайквада. магараджи Вадодари.
1767 року почалася війна з Джасса Сінґхом Ахлувалією, джетадаром сикхів, та Джавахар Сінґхом, магараджею Бгаратпуру. 14 грудня того ж року в битві біля Маонде-і-Мандолі жодна зі сторін не досягла успіху, але перемогу приписала собі. 29 лютого 1768 року переміг  Джавахар Сінґха у битві біля Ками. Невдовзі після цього Мадх'я Сінґх I помер від дизентерії. Йому спадкував малолітній син Прітхві Сінґх II.

## Культурна діяльність
Визначним був його внесок у галузі мистецтва, архітектури, містобудування, літератури та релігії. Завершив налагодження та систематизація роботи «суратхане» (художньої майстерні), ревізії величезної колекції живопису, зібраної попередниками. Художники при них забезпечувалися якісним дорогим папером, а для того щоб підсилити ефект розкоші і пишноти княжих портретів, їх прикрашали справжніми перлами і кришталем, закріпленими на папері. Відправляв художників з цієї майстерні до інших князівств, щоб вони демонстрували свої вміння та творили.
Опікувався змаганнями (бої слонів, кориду та інші подібні види спорту) і спортсменів відправляв для участі в змаганнях.

### Творчість
Особисто переклав «Гулістан» Шейха Саді санскритом. Йому також приписували кілька творів на санскриті. Під його патронатом було написано багато драм і поетичних творів, зокрема «Велі Рукмані», «Мадхав Натакам», «Мадахава Віджайкав'яма», «Раджарітінірупана», «Сатака» тощо.

### Будівельна діяльність
Заснував міста Савай-Мадгопур і Шрі-Мадгопур, побудував кілька палаців, включаючи Мадхо Нівас у комплексі Чандра Махал міського палацу, Мадхо Вілас, палац відпочинку в центрі Джай Махала, Сісодія Раніка Бага (сади королеви), а також кілька красивих храмів.